# کریستیان هاینریش فاف
 کریستیان هاینریش فاف (آلمانی: Christian Heinrich Pfaff؛ زاده ۲ مارس ۱۷۷۳ درگذشته ۲۳ آوریل ۱۸۵۲) یک فیزیک‌دان، و شیمی‌دان اهل آلمان بود.